# 競輪祭女子王座戦
競輪祭女子王座戦とは、2023年度から行われている、ガールズケイリン（女子競輪）の特別競走（GI）である。

## 概要
2023年度より新設されたGI開催である。毎年11月下旬に小倉競輪場にてナイターで開催される競輪祭開催期間のうち前半3日間で行われる。
競輪祭ではかつて決勝戦が「競輪王決定戦」と称されており、またデビューから3年未満の男子新人競輪選手による「競輪祭新人王戦」も実施されていた歴史があることから、新設された本大会も「競輪祭女子王座戦」とされた。
競輪祭が2018年の第60回大会よりナイター開催化と6日間開催の復活により、ガールズケイリンでは開催期間中の前半3日間で、年末のオッズパーク杯ガールズグランプリ（以下、ガールズグランプリ）出場権を賭けた『ガールズグランプリトライアル』（格付けはFII）が2022年まで行われていたが、そのガールズグランプリトライアルを発展的解消して誕生したのが本大会である。ガールズグランプリトライアルでは14名ずつA・Bの2グループに分かれそれぞれのグループの優勝者（2名）がガールズグランプリ出場権を獲得していたが、本大会は1グループ28名によるトーナメント方式に改組された。また、『ガールズグランプリトライアル』では各日とも最終日の敗者戦も含めて後半4レース（第9〜12レース）で行われていたが、本大会では2日目・3日目の敗者戦「ガールズ選抜」においては各日とも第1〜2レースで行われる。
本大会の優勝者には、同年末のガールズグランプリへの優先出場権が与えられる。また、本大会の最終日が同年末のガールズグランプリ出場選手を決める選考期間の最終日ともなっているため、本大会終了とともに同年末のガールズグランプリ出場選手・補欠選手が正式に決定する。本大会優勝によってこれまでの獲得賞金額に関係なくKEIRINグランプリの出場が決まるだけでなく、決勝の着順による賞金額の積み増しでランキングが逆転することもある。

### 賞金
以下は、決勝戦における各着順の賞金額。（ ）内は副賞を含んだ金額。単位は万円。
| 大会（年）      | 1着        | 2着        | 3着            | 4着  | 5着  | 6着  | 7着  |
| --------------- | ---------- | ---------- | -------------- | ---- | ---- | ---- | ---- |
| 第1回（2023年） | 400（490） | 175（209） | 104.0（124.0） | 69.4 | 53.4 | 48.5 | 46.2 |
| 第2回（2024年） | 450（540） | 182（216） | 108.2（128.2） | 72.2 | 55.5 | 50.4 | 48.0 |

## 出場選手選抜方法
競輪祭女子王座戦の出場選手は、以下の資格順位により、9月に正選手28名、補欠選手2名を選抜する。選考方法は、基本的に本大会を内包する競輪祭に沿ったものとなっている。詳細はこちらを参照。
- 選考期間…当年3月 - 8月（6か月）
- 最低出走回数…選考期間中24回

1. 前年のガールズグランプリにおける1 - 3位選手
2. 単発競走を除く決勝1 - 3位回数上位者（同数の場合は平均競走得点上位者を優先）
3. 平均競走得点上位者（同点の場合は選考期間における選考用賞金獲得額上位者）

補欠選手は、正選手を除く選考用賞金獲得額上位者上位者からさらに順次選抜される。
- 第1回（2023年）では、上記1.と2.の間に「選考期間において2ヶ月以上JCFトラック種目強化指定（A）に所属した者（選考期間の平均競走得点が上位20位以内であることが条件）」が加えられていた。
- 第2回（2024年）では、上記1.と2.の間に「パリオリンピック自転車競技トラック種目代表選手」、「選考期間において2か月以上JCFトラック種目強化指定（A）に所属した者（選考期間の平均競走得点が上位20位以内の者）」が加えられていた。

一方で、選考除外基準も設けられており、出場資格を満たしても、開催月に出場あっせん停止等の措置を受けている者や、選考期間における出走回数が最低出走回数未満の者など、この基準に抵触する選手は選考から除外することが定められている。ただし、普段は自転車競技を優先しガールズケイリンへの競走参加が少なく出走回数を満たさない選手（いわゆる「ナショナルチーム所属」）に対しては審議のうえ本大会に出場できるよう配慮する。

## 勝ち上がり方式
- 初日

「予選」　合計4レース行われ、各レース1〜3着12名と4着4名のうち選考順位上位2名が「準決勝」進出。番組は、まず選考順位1〜4位をポット1として各レースに1番車としてそれぞれ割り振る。次いで選考順位5〜8位をポット2として各レースに2番車としてそれぞれ割り振っていき、そのあとは同じ条件で選考順位上位4名ごとに各レースに3番車、4番車…と割り振られる（同一ポットの各選手をどのレースに割り振るかは番組編成担当者による）。
- 2日目

「準決勝」　第11・第12レースで行われる。合計2レース行われ、各レース1〜3着6名と4着2名のうち選考順位上位1名が「決勝」進出。番組は、予選1〜3着2名ずつと4着1名とで各レースに割り振られ、レースでは予選で上位の着順より車番が1番車、2番車…と割り振られる。そのため、選考順位が下位のため予選では外枠であっても上位の着を取れば、準決勝では内枠に入れる。
- 3日目（最終日）

「決勝」　最終第12レースで行われる。車番は準決勝での着順上位かつ選考順位上位から1番車、2番車…と割り振られる。優勝者には優勝インタビューやウイニングランが執り行われる。
「特選」　「決勝」前の第11レースで行われる。「準決勝」各レース4着2名のうち選考順位下位1名と5〜6着4名と、2日目「選抜」各レース1着2名の計7名により行われる。
そのほか、敗者戦として「ガールズ選抜」（2日目と3日目に2レースずつ）がそれぞれ行われる。

## レース成績
| 回    | 開催年            | 決勝戦   | 優勝      | 2着      | 3着      | 4着               | 5着    | 6着      | 7着      | レース概要        | 3連単配当    |
| ----- | ----------------- | -------- | --------- | -------- | -------- | ----------------- | ------ | -------- | -------- | ----------------- | ------------ |
| 第1回 | 2023年（令和5年） | 11月23日 | 梅川風子① | 佐藤水菜 | 柳原真緒 | 坂口楓華          | 尾崎睦 | 太田りゆ | 吉川美穂 | 初日 2日目 最終日 | ②①⑤ 14,390円 |
| 第2回 | 2024年（令和6年） | 11月21日 | 佐藤水菜① | 太田りゆ | 當銘直美 | 石井貴子（106期） | 久米詩 | 尾崎睦   | 梅川風子 | 初日 2日目 最終日 | ①③④ 1,460円  |

【注釈】優勝者名横の丸数字は優勝回数

## 決勝戦テレビ中継
- 第1回（2023年）から継続して、BSテレ東にて生中継されている[注 4]。なお、決勝戦以外はSPEEDチャンネルとネット配信のみの放送となっている。

## 今後の開催予定
小倉競輪場（北九州メディアドーム）にて開催
- 第3回 - 2025年 11月19日 - 21日
- 第4回 - 2026年 11月18日 - 20日

## エピソード
- 予選・準決勝ともに1着の完全優勝達成者は、2名。
  - 梅川風子（第1回）、佐藤水菜（第2回）

- 第1回では、ガールズグランプリに出場するには優勝するしかなかった梅川風子（賞金ランキング圏外）が優勝したことで、ガールズグランプリにデビュー年から10年連続出場していた石井寛子が選考順位8位に下がり、出場権を得ることができなかった（補欠）[注 5]。